# Битва под Конецполем
Битва под Конецполем (пол. Bitwa pod Koniecpolem) — вооружённое столкновение, произошедшее 21 ноября 1708 года, во время Северной войны. Войска, верные Сандомирской конфедерации, литовские под командованием гетмана польного литовского Людвика Констанция Поцея и Короны под командованием полка Зыгмунта Рыбинского, совместно нанесли поражение войскам, верным королю Станиславу Лещинскому во главе с воеводой киевским Юзефом Потоцким, великим коронным гетманом, назначенным на этот пост Лещинским.

## Силы обеих сторон
Группа Юзефа Потоцкого, насчитывавшая около 10 тысяч солдат подошли к Конецполю (около деревни Житно) 20 ноября 1708 года. Якуб Зыгмунд Рыбинский и Людвик Поцей, главнокомандующие армией Конфедерации, благодаря набегам знали о приближении неприятеля и ночью приказали армии сформировать боевой порядок перед Конецполем в две линии:
- 1-я линия — пехота в центре, драгуны по бокам, затем аркебузиры, конница на флангах.
- 2-я линия — кавалерия
- Арьергард — 10 хоругвей кавалерии.

Артиллерия была размещена перед фронтом, правое крыло конфедератов было защищено сухим глубоким рвом.
Точный состав армии Сандомирской конфедерации был установлен Виммером на основании записей королевской армии из лагеря в Закшувеке по состоянию на 20 октября 1708 года.
Рыбинский: 5600 человек, в том числе.
- 31 панцирная хоругвь численностью 2320 лошадей
- 16 легких хоругвей силой 1170 лошадей
- 4 аркебузерных корнета по 360 лошадей
- драгунский полк 800 чел.
- Гвардейский пеший полк и пеший полк полковника Сосновского — 1200 чел.

Поцей:
- 9 панцирных хоругвей силой около 700 лошадей
- 1 легкая хоругвь 50-100 лошадей (?)
- 40 хоругвей литовской конницы (состав не указан)

Количество отделений не уточняется. Всего около 10 тысяч.
Потоцкий, Смигельский — источники приводят цифру от 10 до 12 тысяч солдат, в состав которых входили: кавалерия и драгуны (преимущественно иностранные наемники), национальная конница.
- 1-я линия — драгуны посередине, артиллерия по обеим сторонам, рейтары на флангах.
- 2-я линия — в центре драгуны, на левом крыле кавалерия полковника Грудзинского, на правом крыле полковника Добросоловского (40 хоругвей).
- III линия — кавалерия Потоцкого.

## Битва
С утра Юзеф Потоцкий пытался привлечь на свою сторону войска конфедератов, посылал застрельщиков, но приказ Зыгмунда Рыбинского был ясен — не начинать ни переговоров, ни стычек. Поэтому около 13 часов Юзеф Потоцкий отдал приказ атаковать. Кавалерия и драгуны Потоцкого атаковали в лоб в центре построения конфедератов, но были отбиты сильным огнем. В то же время крыло под командованием Грудзинского атаковало литовцев Поцея. Несмотря на полевое прикрытие и численный перевес, литовцы были разбиты и обратились в бегство, кроме 5 хоругвей, которые остались у главнокомандующего и предотвратили атаку на центр. Остальных преследовали до Пилицы, многие утонули в реке или были убиты в погоне. Левое крыло Конфедерации также пошатнулось, но при адекватной поддержке аркебузиров сумело устоять. Рыбинский приказал нанести удар в центр, то есть его пехота и драгуны против рядов Потоцкого. В контратаке Потоцкий решил обойти силы Конфедерации с фланга, тем более что знамена Грудзинского, Добросоловского и Смигельского оказались в тылу армии Рыбинского после победы над хоругвями Поцея.
Однако Зыгмунд Рыбинский не растерялся. Умело управляя артиллерией, он приказал нанести двусторонний удар по армии Потоцкого, синхронизировав его со смелым манёвром конницы конфедератов, которая незаметно обошла группу Потоцкого, атаковав её тыл. Первыми бежали всадники Потоцкого, за ними бежали остальные полковники: Грудзинский, Добросоловский и Смигельский. Бой закончился в 16:00 15-километровым преследованием сторонников Станислава Лещинского. Поражение Потоцкого было полным. Юзеф Потоцкий потерял 380 человек убитыми в боях и 1 000 человек в ходе преследования, 2 000 человек попало в плен. Конфедераты захватили 4 пушки, 4 мортиры и большой запас боеприпасов. Сам Юзеф Потоцкий в сопровождении 300 рейтаров бежал в Радомско. Якуб Зыгмунд Рыбинский потерял в бою 200 человек.

## Последствия
Дворянство Малой Польши, ранее желавшее перейти на сторону Станислава Лещинского, отказалось от этих планов, узнав о поражении Юзефа Потоцкого (и особенно ценного Смигельского). Станислав Лещинский, ставленник Швеции, потерпел поражение и, таким образом, не смог помочь Карлу XII в русской кампании.

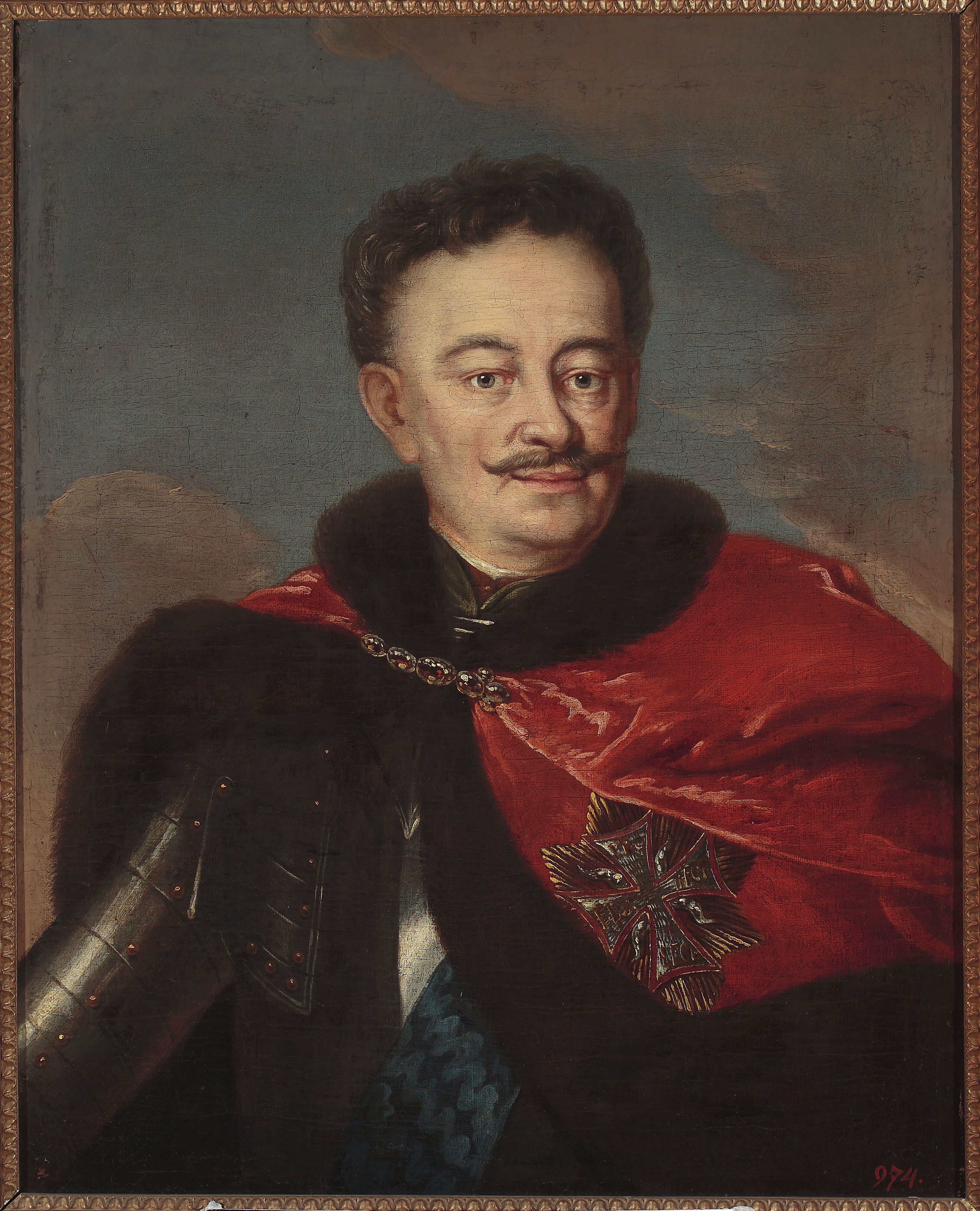
Юзеф Потоцкий, великий гетман коронный, сторонник Станислава Лещинского
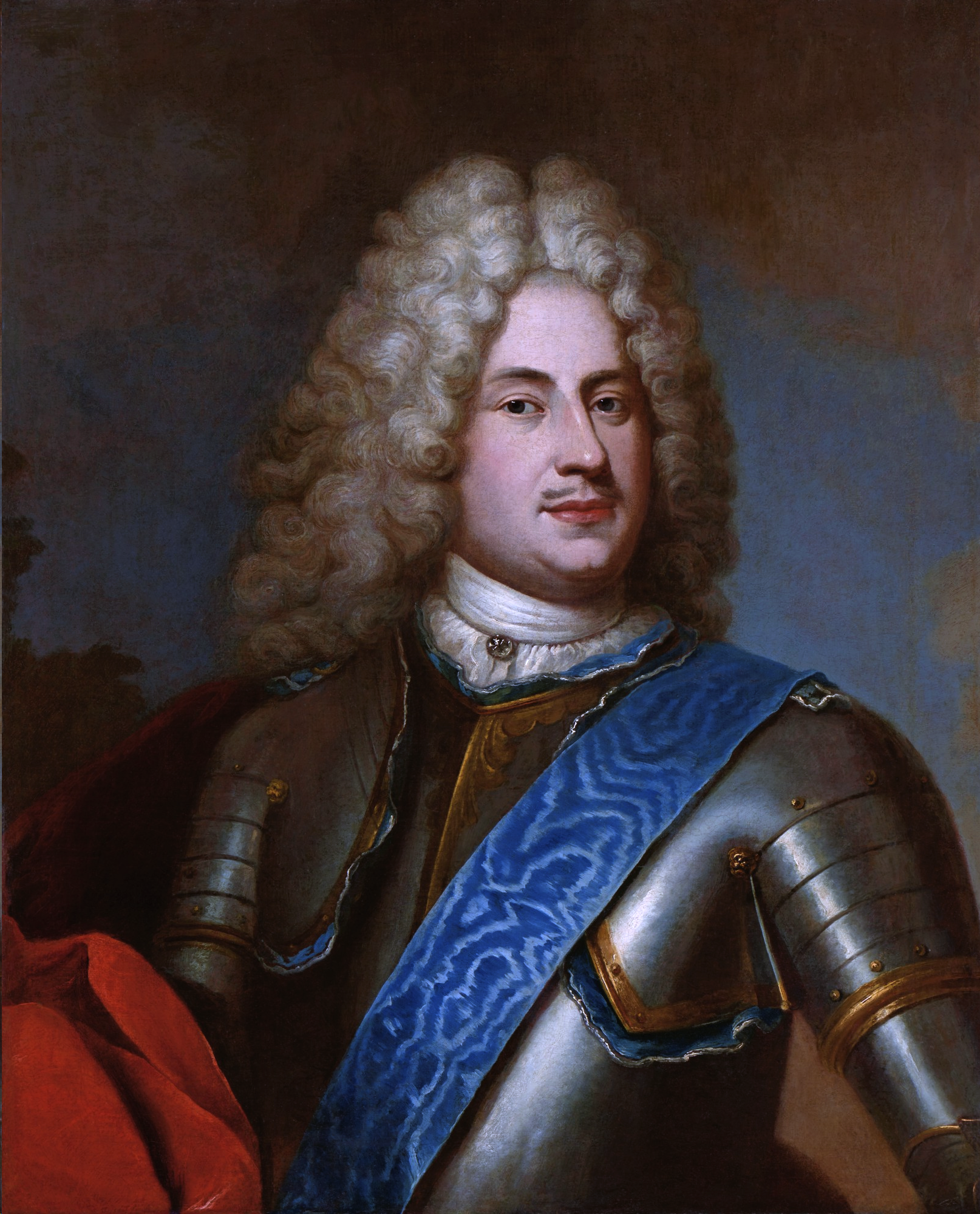
Генерал Якуб Зыгмунд Рыбинский, сражался на стороне Сандомирской конфедерации против Станислава Лещинского
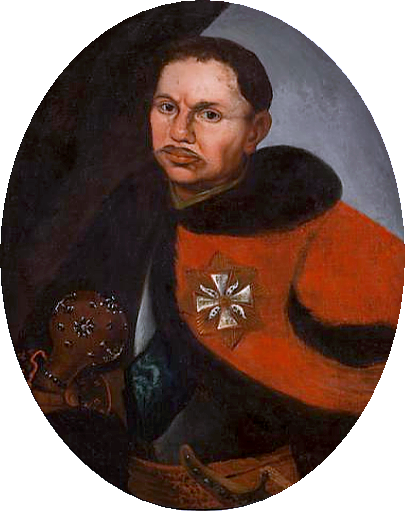
Людвик Констанций Поцей, польный гетман литовский, сторонник Августа Сильного и противник Станислава Лещинского